# Lorenz Van de Wynkele
Lorenz Van de Wynkele (* 19. August 2001 in De Pinte) ist ein belgischer Radrennfahrer, der auf der Straße aktiv ist.

## Sportlicher Werdegang
Als Junior und in den ersten Jahren in der U23 unauffällig, wurde Van de Wynkele 2023 Mitglied im Lotto Dstny Development Team. Mit seinem neuen Team gelangen ihm 2024 erste nennenswerte Erfolge. Nach Podiumsplätzen auf Etappen der Tour du Rwanda und der Olympia’s Tour erzielte mit dem Gewinn der ersten Etappe der Tour du Loir-et-Cher seinen ersten Sieg bei einem internationalen Rennen.
Mit diesen Ergebnissen schaffte Van de Wynkele in seinem letzten U23-Jahr den Sprung zu den Profis: Im Juni 2024 erhielt er einen Vertrag beim UCI ProTeam von Lotto ab der Saison 2025.

## Erfolge
2024
- eine Etappe Tour du Loir-et-Cher
- Bergwertung Tour d’Eure-et-Loir